# Фортеця Кавала
Фортеця Кавала — фортеця, побудована в XV столітті на руїнах візантійського акрополя, розташованого на вершині півострова в місті Кавала, Греція. Фортеця не призначалася для оборони населеного пункту. Вона призначалась для контролю і захисту дороги, а також контролю за пересуваннями венеційського флоту та для протидії відповідним нападам з моря.

## Історія
Акрополь був укріплений ще з V століття до нашої ери. Пізніше його укріплення ремонтувались та удосконалювались імператором Юліаном, потім Юстініаном, а також в 926 році. Фортеця була модифікована в 1307 році за Андроніка II Палеолога, шляхом будівництва стіни зі сторони моря до вершини пагорба. Вона була відновлена османами в 1425 році після того як вони її зруйнували захоплюючи місто у 1391 році. За іншими джерелами маштабна перебудова фортеці відбувалась за султанів Селіма або Сулеймана у 1520—1530 роках.
Турецькі географ Хацікальфа (Χατζηκάλφα) у (1650 році) та мандрівник Евлія Челебі (у 1667 році) описували фортецю як потужну оборонну спорду.
З кінця XVII століття фортеця використовувалась османами як в'язниця та довгий час також була військовим та адміністративним центром міста. Так у фортеці в 1759 році відбував заслання Ібрагім-паша. З розвитком військової справи почали проявлятись недоліки фортеці, які полягали в незахищеності її водогону, погане розташування гармат та башт.
У 1880—1885 роках османи понизили фортецю до категорії занедбаних, і вона перестала охоронятись і поступово зазнала руйнувань. У цей період її обслуговувало 40—60 людей. На початку XX століття єгиптянин Аббас Хілмі придбав фортецю у турків, щоб використовувати її як промислово-ремісничу школу, проте цей план не був реалізований. Востаннє цитадель використовувалась під час Другої світової війни окупаційними військами. У 1968 році фортеця перейшла у власність муніципалітету міста. Фортеця використовується як місце відпочинку та культурних заходів. У ній розташований театр просто неба на 400 місць.

## Архітектура

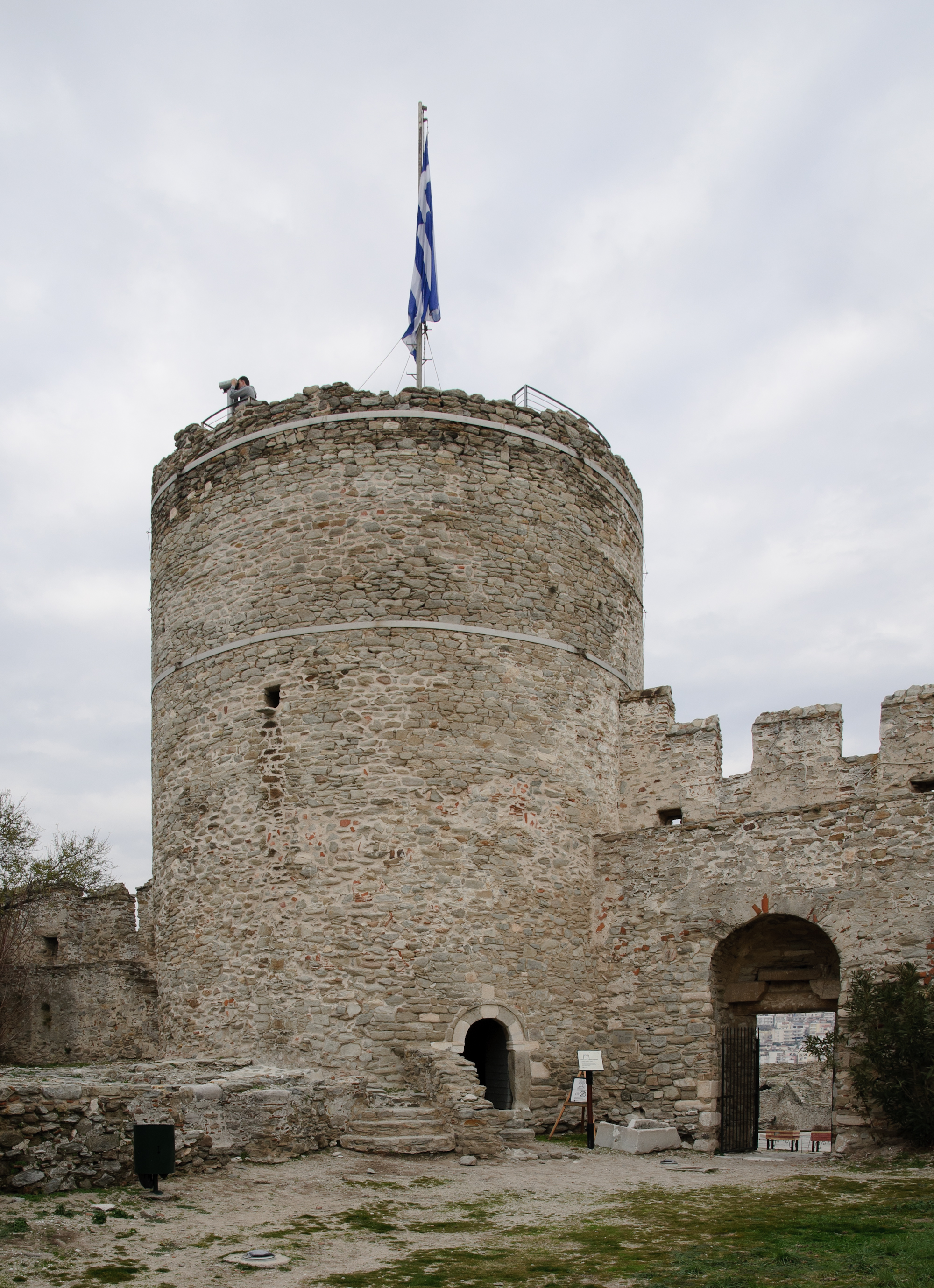
Центральна башта фортеці

Фортеця побудована з місцевого граніту з додаванням мармуру та вапняку. Стіни фортеці не були пристосовані для обстрілу з гармат, а витримували напади із застосуванням холодної зброї. ЇЇ оборонний мур повторює рельєф пагорбу, а внутрішній простір площею 13 гектарів розділений додатковою стіною довжиною 449 метрів, яка піднімається на висоту 64 метри над рівнем моря. Приміщення в'язниці, яка вбудована в зовнішню стіну має довжину 22,80 м та ширину 10,40 м. Стіни фортеці зміцнені двома прямокутними вежами, розташованими на кутах північної стіни та одним багатокутним бастіоном на східній стороні. Четверо воріт дозволяли потрапити в місто та залишати його. В середині фортеці на центральній стіні розташована кругла вежа, яка була останнім місцем оборони, складом боєприпасів, припасів та води, використовувалась як тюрма.